# Dlážděná cesta (Pavlovice, okres Česká Lípa)
Dlážděná cesta je historická komunikace v Pavlovicích, části obce Jestřebí v okrese Česká Lípa, která spojuje vesnici na náhorní plošině se zdrojem pitné vody v údolí Švábského potoka. Dlážděná cesta, vybudovaná v 17. století, je spolu s tzv. Knížecí studánkou a třemi skalními výklenky u cesty zapsána na ústředním seznamu kulturních památek České republiky.

## Předmět ochrany
Zhruba půl kilometrů dlouhá historická komunikace a zdroj pitné vody na katastrálním území Pavlovice u Jestřebí byly zapsány 10. června 2010 jako "dlážděná cesta se studánkou" na ústřední seznam kulturních památek pod katalogovým číslem 1470439453. 

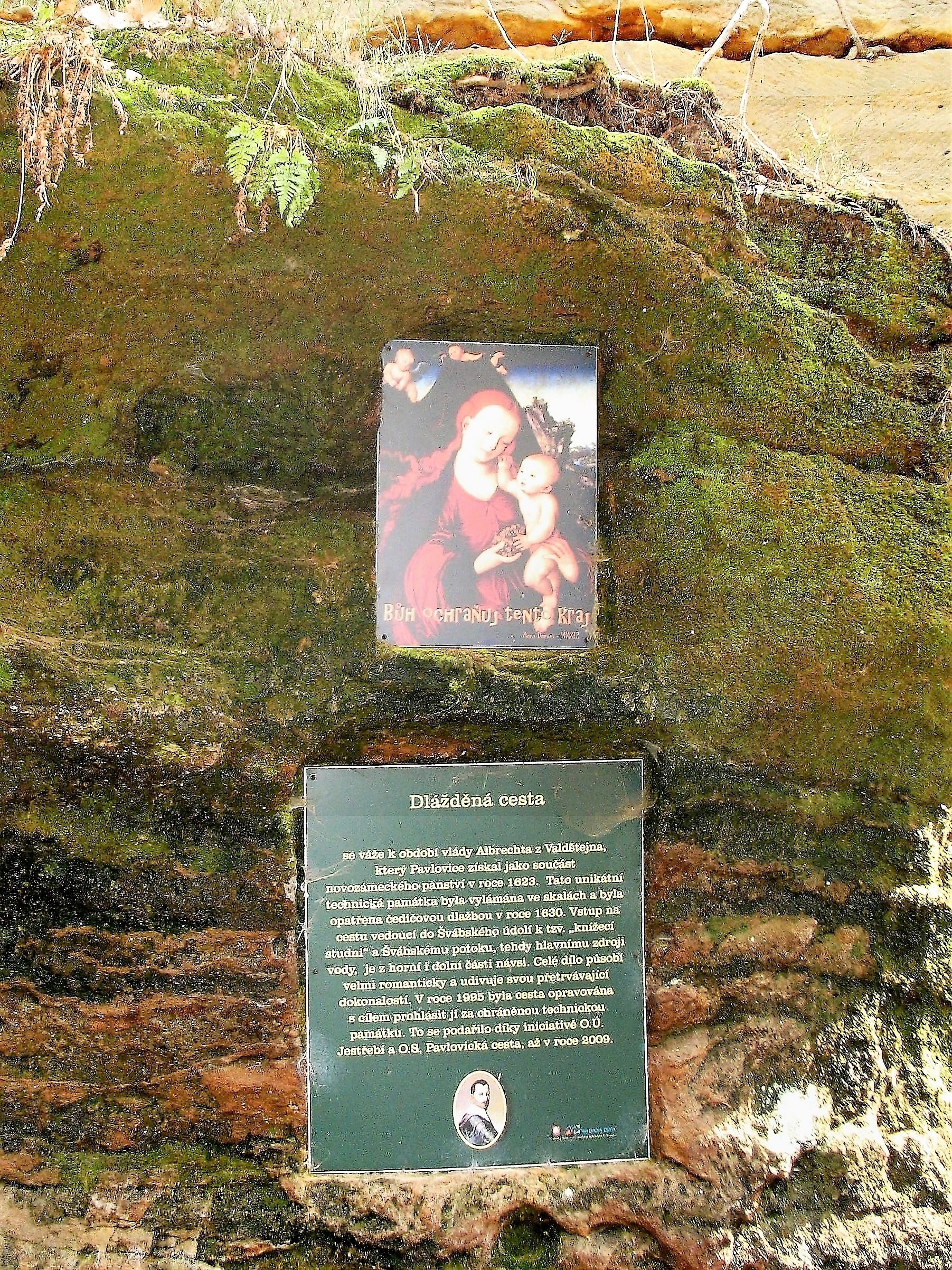
Informační tabule a obraz madony na skalní stěně u cesty

Dne 21. června 2010 byla pod číslem 470439453_2 zapsána ještě trojice skalních výklenků u cesty. Tyto výklenky se nacházejí zhruba ve spodní třetině cesty, po pravé straně ve směru dolů. Výklenky zřejmě sloužily k umístění svatých obrázků. V jednom z nich, nejvýše položeném a zakončeném lomeným obloukem, jsou vyryty iniciály a letopočet 1868.

## Historie
V památkovém katalogu Národního památkového ústavu není datum vzniku cesty přesněji specifikováno, v odstavci „Historický vývoj“ je pouze uvedeno následující: „Cesta jako účelová komunikace je pravděpodobně nejméně barokního stáří, stejně tak i drobná kamenná stavba nad studánkou.“

Jiné zdroje jsou poněkud konkrétnější a vybudování cesty datují po roce 1623, kdy Novozámecké panství – a s ním i ves Pavlovice – získal Albrecht z Valdštejna. Obvykle je zmiňován rok 1630, kdy cesta, vytesaná v pískovcových skalách, měla být zpevněna čedičovou dlažbou a po straně cesty byl vylámán a vyzděn žlab pro odvádění dešťové vody. Účelem cesty bylo umožnit obyvatelům vesnice na náhorní planině zásobování pitnou vodou z pramene, nacházejícího se v údolí Švábského potoka v Popelově. 

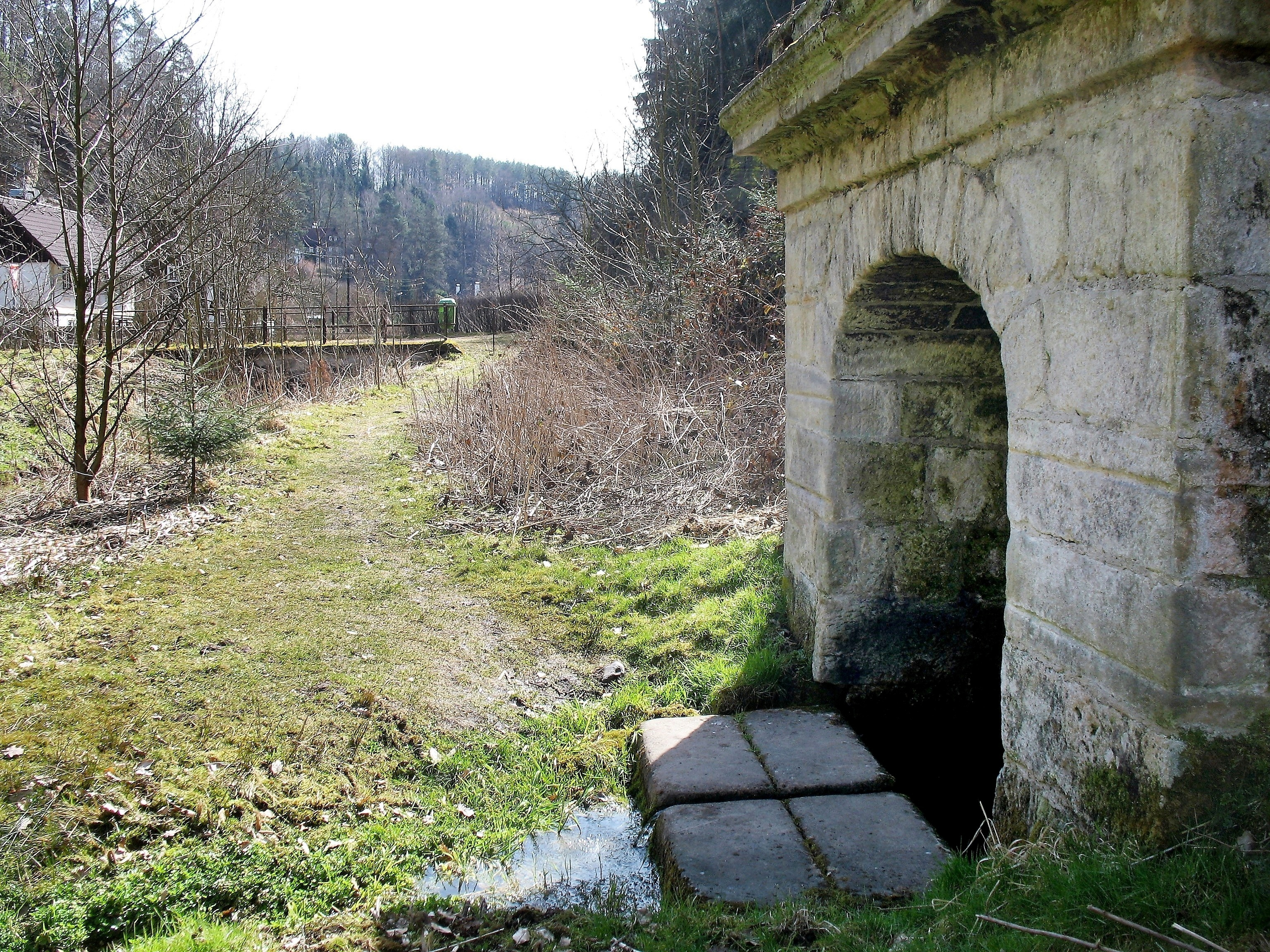
Barokní „Knížecí studánka“ v údolí Švábského potoka v Popelově

Dle památkové dokumentace by současná úprava cesty měla pocházet z 19. století. Dlážděná cesta ve své době sloužila zároveň jako hlavní přístupová komunikace do obce. Díky iniciativě obce Jestřebí a občanského sdružení Pavlovická cesta byla tzv. „Dlážděnka“ opravena v roce 1995 a na základě této iniciativy byla o pět let později prohlášena technickou památkou.

## Přístup
Územím Pavlovic neprocházejí žádné značené turistické cesty. Dlážděná cesta, která vede z centra obce směrem k severovýchodu, je však snadno dostupná – od autobusové zastávky Jestřebí, Pavlovice, na kterou zajíždějí v pracovní dny některé spoje na trase Česká Lípa – Dubá, je vzdálena jen asi 100 metrů.